# قناطر إدفينا
قناطر إدفينا يرجع إنشاؤها إلي نوفمبر من عام 1948 عندما بدأ العمل في إنشائها كهويس ملاحي عند البر الأيسر ناحية محافظة البحيرة وتم افتتاحها عام 1951 م.

## أهميتها
ساعدت في توفير ما يزيد علي مليار متر مكعب من المياه كانت تصرف في البحر حيث كان الهدف من انشائها وقتذاك هو منع تسرب المياه الي البحر عندما ينخفض المنسوب عقب كل فيضان .
```
قناطر إدفينا هي القناطر الوحيدة التي تحجز مياه نهر النيل 
فرع رشيد
 عن مياه البحر الأبيض المتوسط.
```

## موقعها الجغرافي
تقع قناطر إدفينا عند نهاية قرية إدفينا مركز رشيد محافظة البحيرة وتعتبر الممر الرئيسي الذي يربط بين محافظات كفر الشيخ والبحيرة والإسكندرية ، عبر مركز مطوبس محافظة كفر الشيخ ومركز رشيد محافظة البحيرة .

## حدائق قناطر ادفينا
تنتشر في قناطر ادفينا خمسة حدائق بالبر الأيسر مساحتها 25 فدان، والبر الأيمن به حديقتان مقامة على عشرة أفدنة وبهما مشتل لانتاج الزهور والنباتات النادرة ومسطحات خضراء وأحواض وأشكال هندسية ونافورات وحديقتان لمساحة 100 فدان منزرعة بالموالح والفاكهة وتقع القناطر على بعد 20 كم جنوبى مدينة رشيد وهي تمثل موقعاً ومزاراً سياحياً.

## السياحة الداخلية
تبقى منطقة قناطر إدفينا بمركز رشيد، إحدى أهم المقاصد لمواطني المحافظة، لقضاء الاعياد والمناسبات والتمتع بالمساحات الخضراء بها وركوب الخيول إضافة إلى استقلال المراكب النيلية والملاهى والجلوس على شاطئ نهر النيل.